# Jazzclub Lörrach

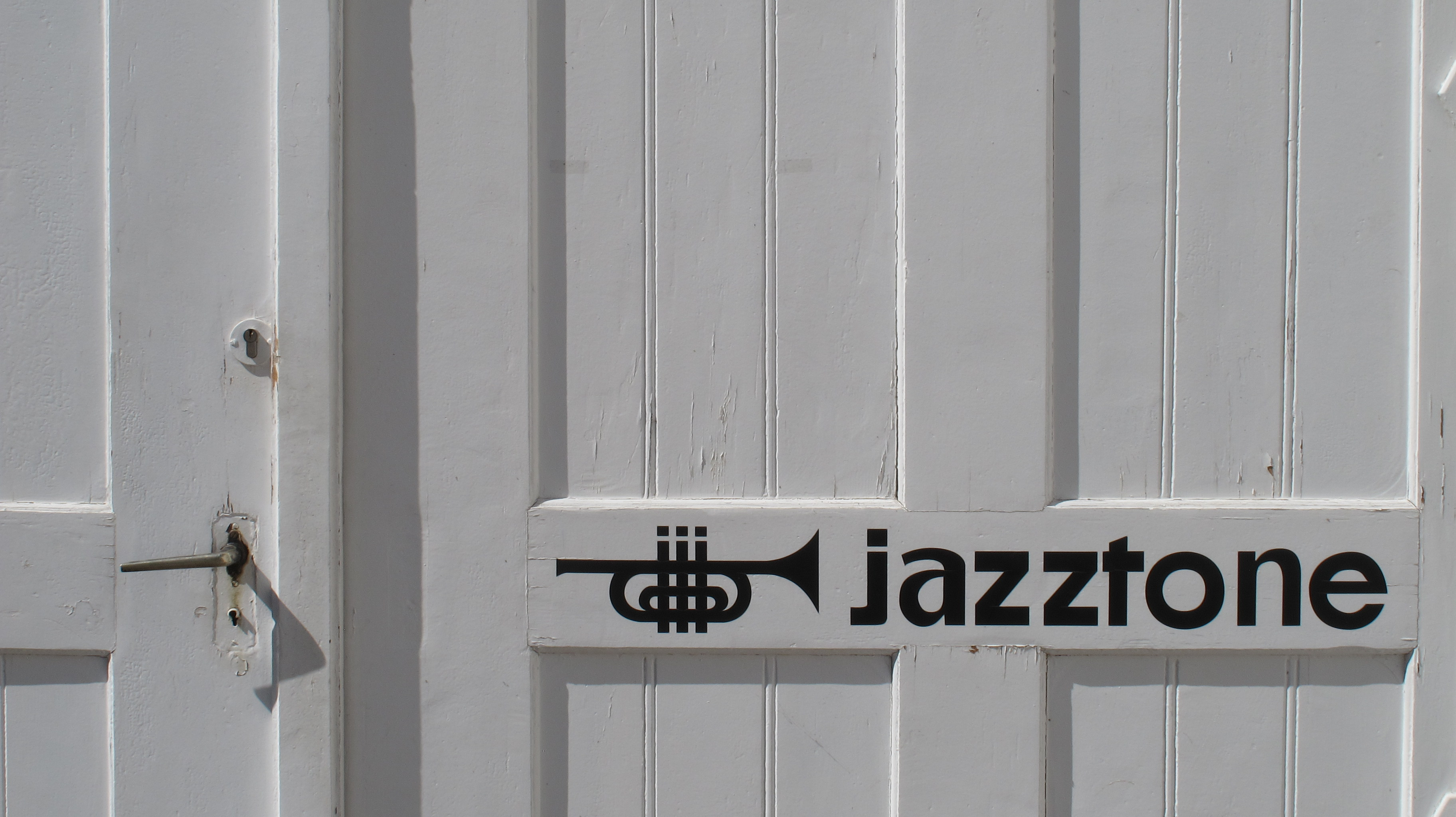
Jazztone – Eingang mit Logo

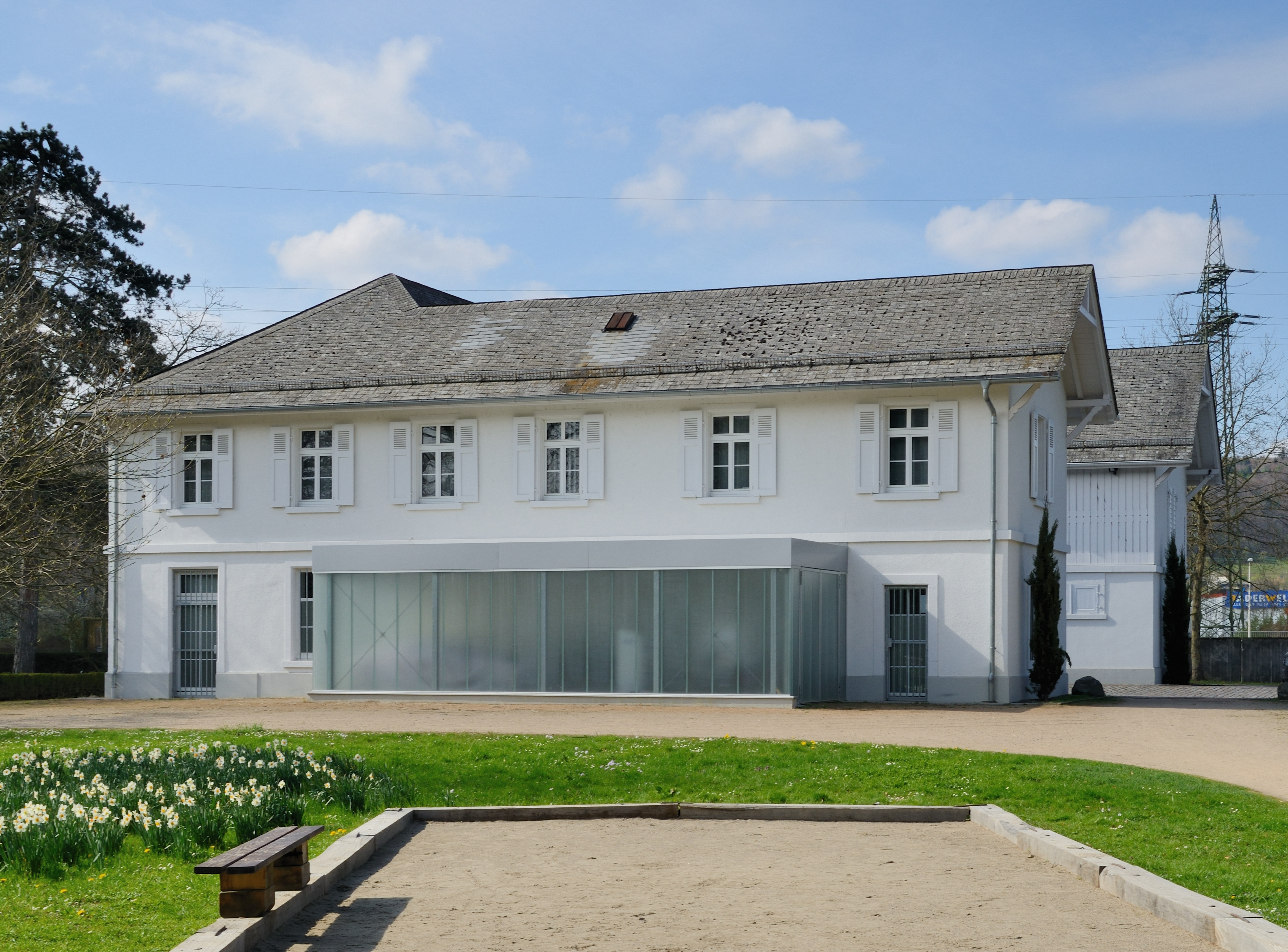
Gebäude des Jazzclubs und Lokals

Der Jazzclub 56 Lörrach e. V. wurde 1956 als Jazzclub in Lörrach von Werner Büche, Klaus-Dieter Krawitz sowie einer Reihe jazzbegeisterter Mitstreiter gegründet. Bis Ende 2018 wurden 1381 Konzerte, 913 Schallplattenvorträge sowie Jazz-Filmabende und Workshops „Jazz für Kinder“ durchgeführt.
Seit 1983 wird für die Konzerte das Clublokal Jazztone genutzt. Das Clublokal liegt im Ökonomietrakt der Villa Feer in Lörrach-Haagen am nördlichen Rand des Grüttparks.

## Geschichte
Am 25. Oktober 1956 war die Gründung des Vereins. Ein erstes Jazzkonzert in Lörrach gab es am 30. Oktober mit den Kurt Edelhagen All Stars und der Modern Jazz Group Freiburg in der Lörracher Stadthalle.

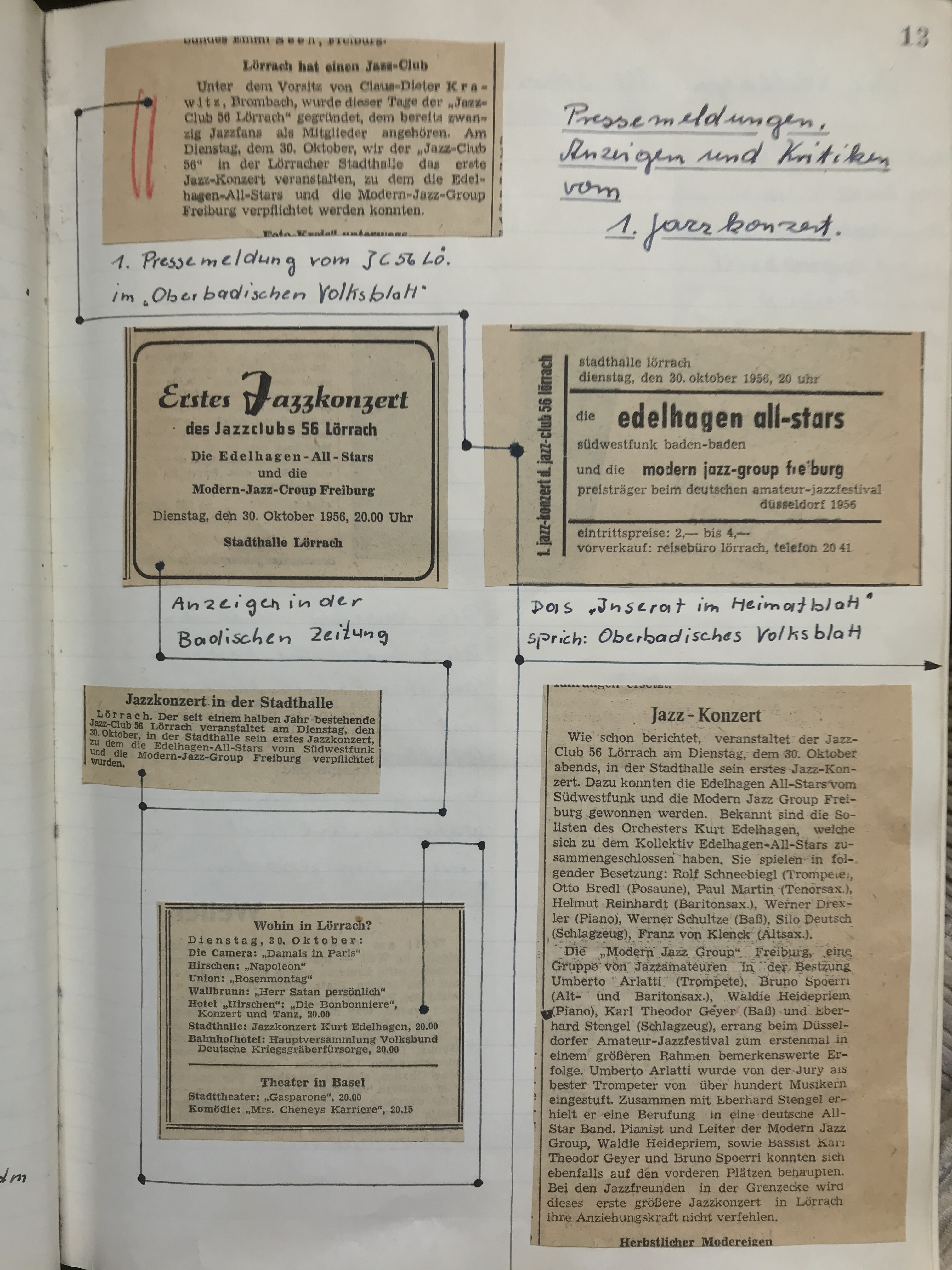
Jazzclub 56 Lörrach – Auszug aus der Club-Chronologie (1956), Seite 13

1959 erfolgte die Eintragung in das Vereinsregister.
1960 fand die Eröffnung des ersten Jazzkellers Domicil für Plattenabende im Lörracher Gasthaus Schützenhaus statt.
1963 folgte die Eröffnung des Jazztone Nr. 1 am 5. April. Hier gastierten u. a. Klaus Doldinger, Albert Mangelsdorff, George Gruntz. bis zum Abbruch 1967.
1966 gab es zum 10-jährigen Bestehen eine SWF-Jazz Session mit Albert Ayler und Willie the Lion Smith.
1968 war die Eröffnung des Jazztone Nr. 2 am 21. September. Darin gastierten u. a. Albert Nicholas, Ben Webster, Jan Garbarek, Barney Kessel, Sam Woodyard, Milt Buckner, Bud Freeman, Peanuts Hucko, bis zum Abbruch 1980.
1981 wurde zum 25-jähriges Bestehen – Konzert Chet Baker sowie ein Chicago Blues Festival mit Eddy Clearwater organisiert.
1983 erfolgte die Eröffnung des Jazztone Nr. 3 am 18. März im Ortsteil Brombach.
1996 wurde zum 40-jährigen Bestehen das Landesjazzfestivals ausgerichtet.
2000 fand die erste Open-Air-Veranstaltung „Jazz auf der Burg“ in Zusammenarbeit mit der Volksbank Dreiländereck statt, die sich seitdem jährlich wiederholt.
2006 folgte zum 50-jährigen Bestehen die Ausrichtung des Landesjazzfestival u. a. mit Barbara Dennerlein (Stadtkirche und Jazztone), Paul Kuhn & His Best feat. Michel Hausser im Burghof.
2012 entstand die Aufnahme einer ersten Live-CD des Clubs mit Jesse Davis und dem Olaf Polziehn Trio.
2013 gab es ein „56 Jahre Jazz Club 56“-Galakonzert im Burghof Lörrach anlässlich des 85. Geburtstags von Paul Kuhn, der mit seinen All Stars, der Sängerin Gaby Goldberg und dem Filmorchester Babelsberg auftrat.

## Clublokal Jazztone
Seit der Gründung des Jazzclubs bestand der Wunsch nach einer festen Lokalität, in der man neben anderen Aktivitäten auch Jazzkonzerte veranstalten konnte. In der Anfangszeit wurden hierfür verschiedene Schauplätzen genutzt; so fand das erste vom Jazzclub organisierte Konzert am 30. Oktober 1956 in der Lörracher Stadthalle statt. 1960 wurde das Domicil als erster kleiner Jazzkeller im Lörrach Gasthaus Schützenhaus ausgebaut und für Schallplattenabende genutzt. 1963 konnte dann nach etwa einjähriger Bauzeit ein ehemaliger Tiefkeller hinter dem Gasthaus Löwen in der Lörracher Innenstadt zum Jazzkeller umgebaut werden. Als Name entschied man sich für Jazztone; mit Bezug auf eine New Yorker Schallplattenfirma (Jazztone Society), die allerdings bald nicht mehr existierte.
Im Jazztone Nr. 1 begann dann ab 1963 eine regelmäßige Konzertreihe. Schon fünf Jahre später fiel das Gasthaus samt Kellergewölbe einer Stadtsanierung zum Opfer und wurde abgerissen.
Wieder in der Innenstadt wurde daraufhin 1968 ein Kellerraum hinter dem Gasthaus Meyerhof gefunden (Jazztone Nr. 2). Albert Mangelsdorff soll ihn als „schönsten Jazzkeller Deutschlands“ bezeichnet haben. Beworben wurde er damals noch als „Regio Jazz Center“. Eine launige Lesung über diese Zeit konnte man im Jahr 2018 im Jazztone durch den Spitzenkoch Vincent Klink verfolgen, der seinerzeit regelmäßiger Besucher der Jazzkonzerte war. Leider musste auch dieser Jazzkeller 1980 aufgegeben werden, da der Abriss nicht zu vermeiden war.
Nach einer längeren Durststrecke mit Konzerten in verschiedenen Lokalitäten sowie zeitweise in der Kantine der Maschinenfabrik Kaltenbach machte dann die Stadt Lörrach das Angebot zum Ausbau eines historischen Pferdestalls der Villa Feer im Lörracher Ortsteil Brombach, am Rande des Landesgartenschaugeländes von 1983. Für den Umbau dieses Jazztone Nr. 3 waren enorme Anstrengungen der Mitglieder und auch die Mithilfe der Stadt Lörrach nötig, um aus dem historischen Gebäude ein Konzertlokal zu machen, wie es sich bis heute präsentiert. Auf der hochgesetzten Bühne haben die Musiker die Qual der Wahl, sie können entweder auf ihr Publikum nach unten schauen oder auf die Empore nach oben. Auf den hinteren Plätze der Empore sowie in der Lounge vor dem Musikerzimmer lassen sich die Konzerte live auf einer Großleinwand verfolgen.
Der Club betreibt während der Konzerte eine kleine Bar im Erdgeschoss, von der aus durch ein Sichtfenster hindurch die Bühne beobachtet werden kann.

## Künstler

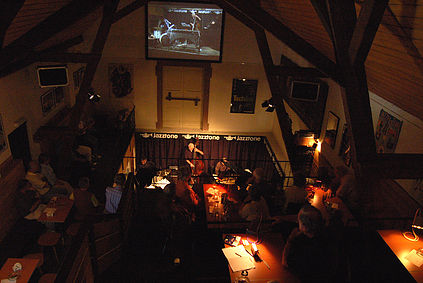
Jazztone Lörrach: Konzertraum von den oberen Rängen gesehen

Während des 60-jährigen Bestehens sind u. a. Adam Taubitz, Aki Takase, Archie Shepp, Art Hodes, Attila Zoller, Bill Ramsey, Billy Butterfield, Bireli Lagrene, Bob Mintzer, Bucky Pizzarelli, Charly Antolini, Charlie Byrd, Chico Freeman, Chris Barber, Deborah Henson-Conant, Harry Sweets Edison, Herb Ellis, James Moody, Larry Coryell, Lee Konitz, Lester Bowie, Lillian Boutte, Lou Donaldson, Louisiana Red, Lyambiko, Maria Joao, Martin Taylor, Marty Grosz, Max Greger, Monty Sunshine, Nat Adderley, Nils Wogram, Randy Brecker, Ray Brown, Ray Bryant, Rod Mason, Sammy Rimington, Sheila Jordan, Tom Harrell, Wild Bill Davison aufgetreten.

## Konzertorganisation
Derzeit werden im Jazztone jährlich ca. 20 bis 30 Konzerte veranstaltet. Konzertbeginn an den Aufführungstagen ist üblicherweise Freitags ab 20:30 Uhr. Das Konzertprogramm wird in den örtlichen Tageszeitungen veröffentlicht, ist der Homepage zu entnehmen und wird auch über Facebook bereitgestellt.

## Jazzfestivals
Der Jazzclub 56 Lörrach hat 1996 und 2006 das Landesjazzfestival Baden-Württemberg ausgerichtet. Außerdem präsentiert er sich bei Lörrach swingt mit mehreren Konzerten regionaler Bands während eines verkaufsoffenen Sonntags in der Lörracher Innenstadt sowie seit mittlerweile 20 Jahren bei „Jazz auf der Burg“, einer Open-Air-Veranstaltung auf der oberhalb von Lörrach liegenden Burg Rötteln.

## Veröffentlichungen
- Albert Ayler Lörrach, Paris 1966 (HatHut Records 1982)
- Olaf Polziehn Trio feat. Scott Hamilton Live at Jazztone Lörrach (2006)
- Andreas Dombert Trio, Live at Jazztone (homeFi records 2019)